# Marcin Kamiński
Marcin Kamiński (Konin, 15 de enero de 1992) es un futbolista polaco que juega de defensa en el Wisła Płock de la Ekstraklasa polaca.

## Selección nacional
Ha sido internacional con la selección de fútbol de Polonia, donde ha jugado 7 partidos internacionales.

## Clubes
| Club                        | País     | Año       | Partidos | Goles |
| --------------------------- | -------- | --------- | -------- | ----- |
| Lech Poznań                 | Polonia  | 2009-2016 | 208      | 10    |
| VfB Stuttgart               | Alemania | 2016-2021 | 63       | 1     |
| Fortuna Düsseldorf (cedido) | Alemania | 2018-2019 | 27       | 0     |
| F. C. Schalke 04            | Alemania | 2021-2025 | 102      | 9     |
| Wisła Płock                 | Polonia  | 2025-     |          |       |